# Panha Shabaviz 2-75
Il Panha Shabaviz 2-75 (dal farsi شباویز - "gufo") è un elicottero utility iraniano, ottenuto come copia non autorizzata del Bell 205 realizzata dalla Iranian Helicopter Support and Renewal Company alla quale furono apportati leggeri miglioramenti.
In effetti la stessa azienda produttrice nacque per assicurare la manutenzione agli elicotteri di costruzione statunitense acquisiti al tempo dello scià Mohammad Reza Pahlavi e poi iniziò a preparare pacchetti di modifica agli esemplari presenti in Iran. In seguito vennero anche elaborati modelli indigeni, tra cui appunto lo Shabaviz, costruito nel 1998 e presentato nel 1999; il mezzo approdò alla produzione di serie nel 2002 sia nella versione civile che militare, nel cui caso è stato dotato della possibilità di trasportare un armamento leggero.

## Utilizzatori
- Iran